# (109330) Clemente
(109330) Clemente est un astéroïde de la ceinture principale.

## Description
(109330) Clemente est un astéroïde de la ceinture principale. Il fut découvert le 24 août 2001 à Goodricke-Pigott par Roy A. Tucker. Il présente une orbite caractérisée par un demi-grand axe de 3,02 UA, une excentricité de 0,09 et une inclinaison de 11,8° par rapport à l'écliptique.